# Буксировка воздушного судна

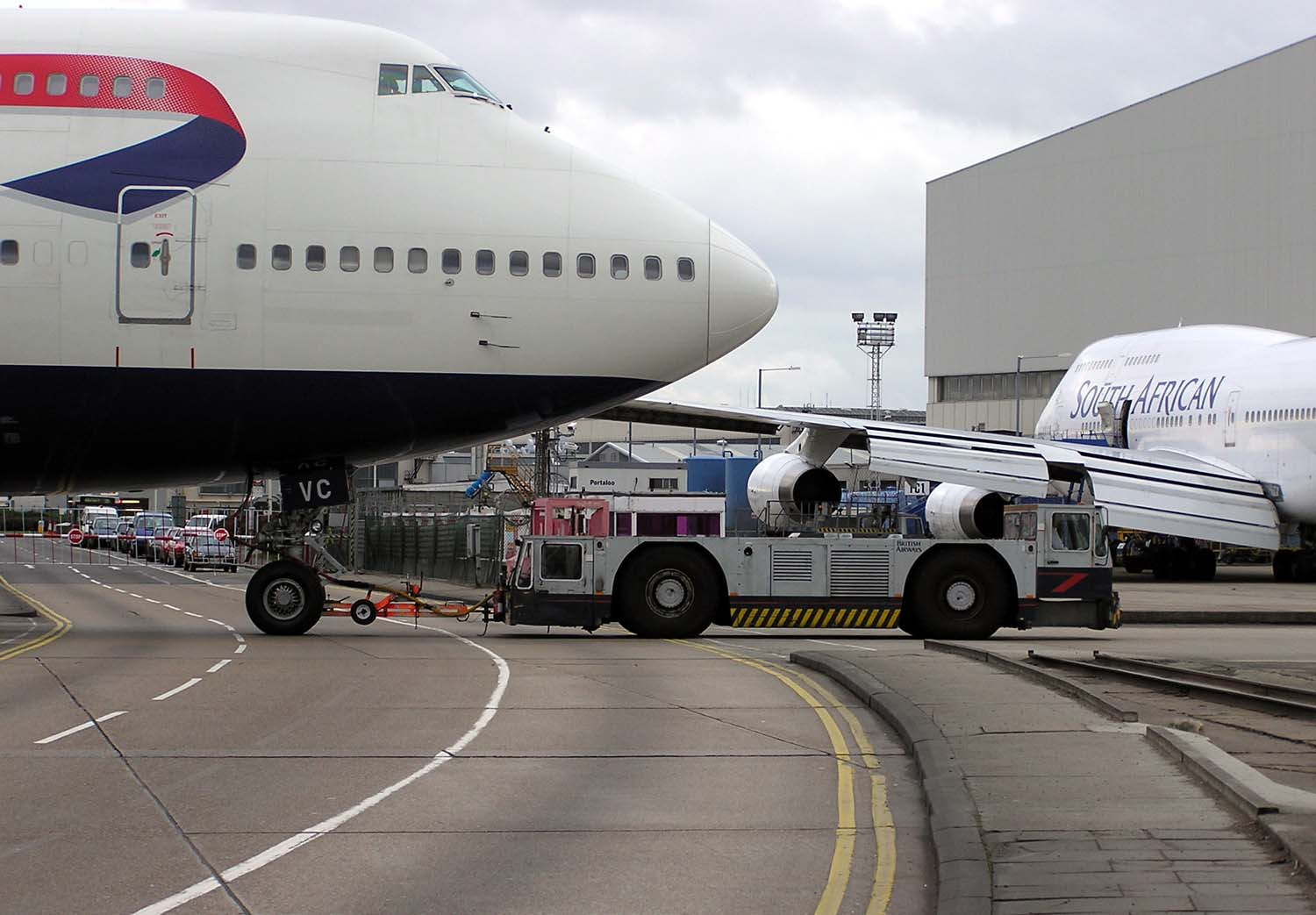
Буксировка Boeing 747-400 авиакомпании British Airways в аэропорту Хитроу

Буксировка возду́шного су́дна (ВС) — перемещение ВС по поверхности под действием усилия внешнего источника (обычно специального тягача).
В большинстве случаев для буксировки используется жёсткая сцепка в виде водила, присоединяемого к носовой стойке шасси ВС. 
Гибкая сцепка используется для вытягивания ВС из вязкого грунта и в иных случаях, когда усилия на носовой стойке шасси ВС могут превысить конструктивно ограниченные значения.

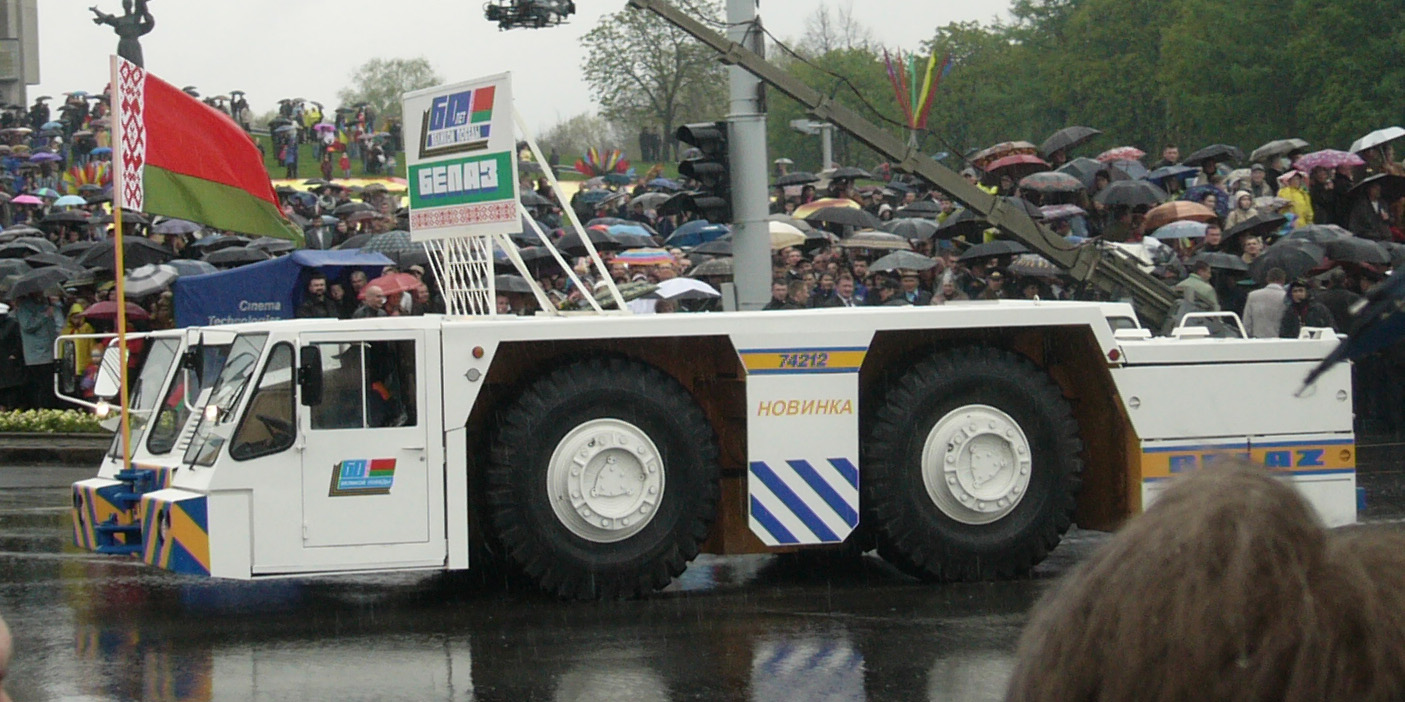
Аэродромный тягач БелАЗ 7421

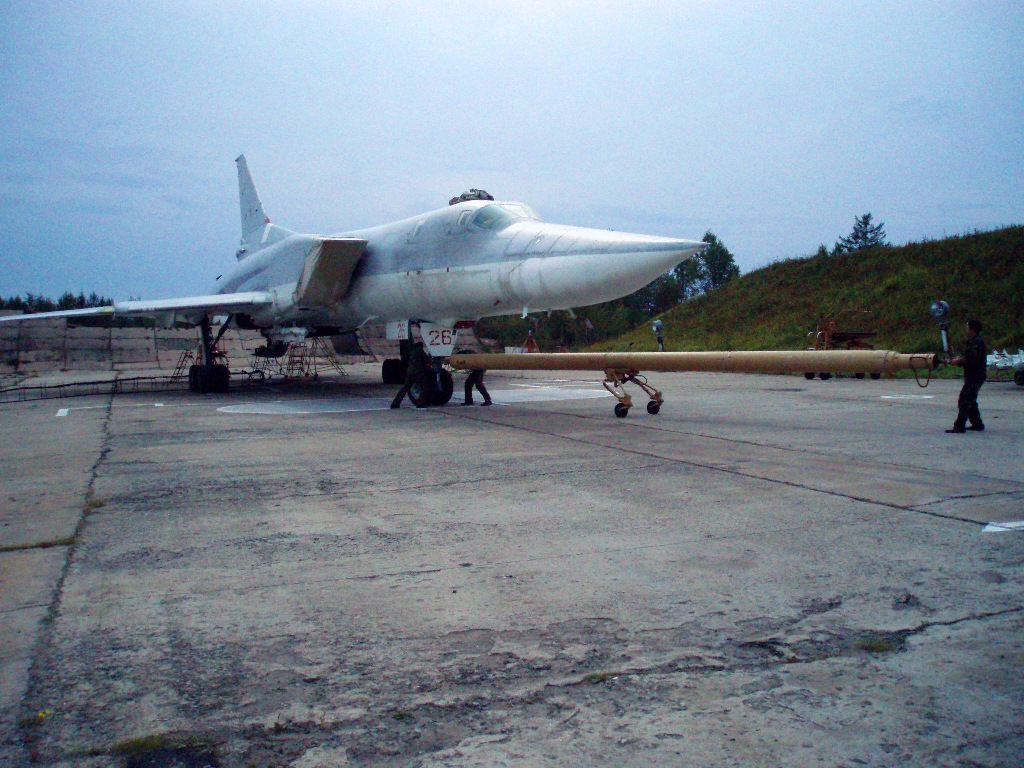
Подсоединение водила к передней стойке Ту-22М3

Все операции по буксировке производятся согласованно по команде старшего буксировочной бригады. Между членами бригады и водителем тягача поддерживается связь с помощью радиостанций или визуально.

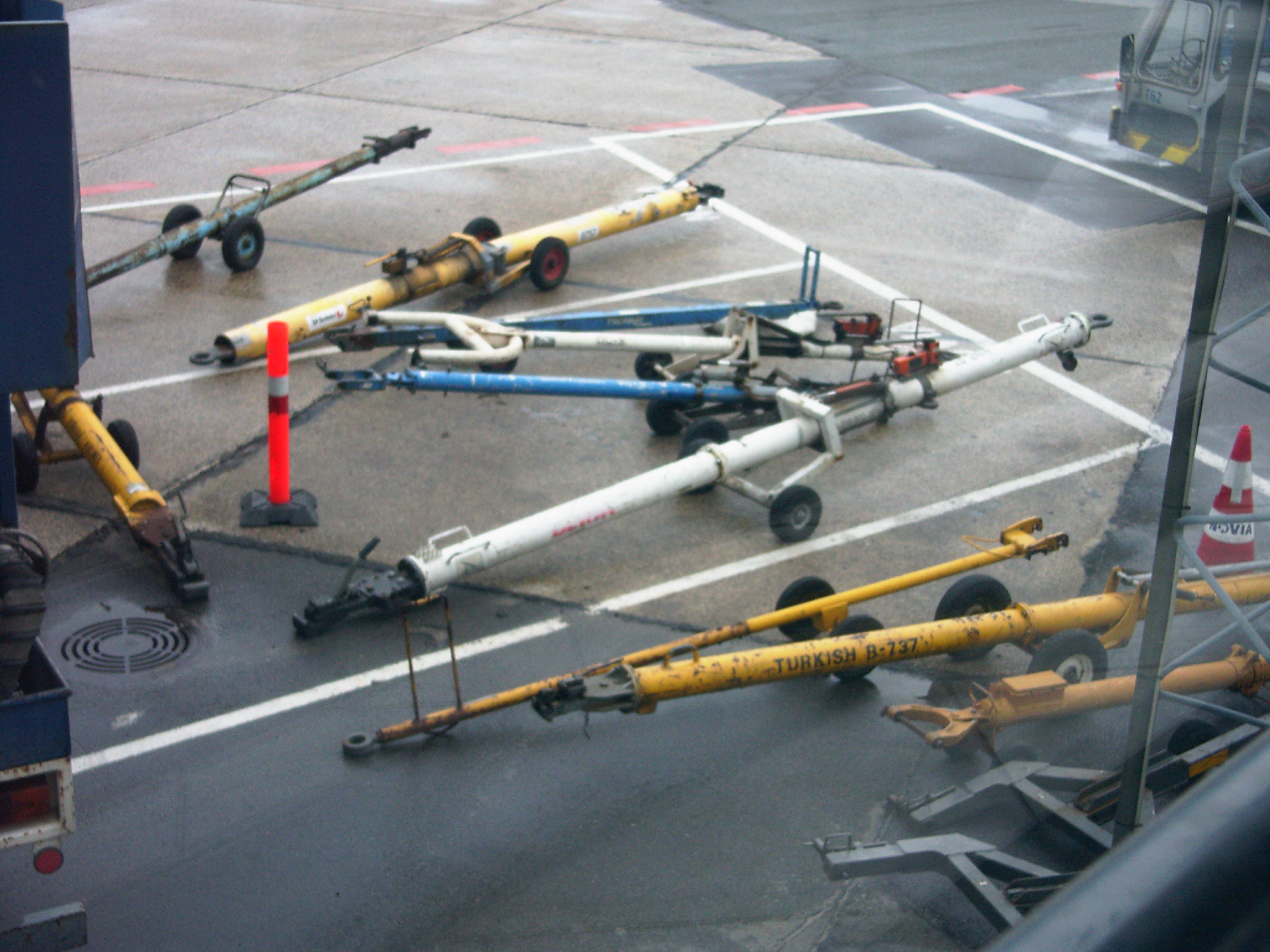
Буксировочные водила

Для буксировки к тягачу и к ВС присоединяется сцепное устройство — жёсткое (водило) или гибкое (тросовое). После этого убираются колодки из-под колёс ВС, колёса ВС растормаживаются и водитель тягача управляет перемещением ВС.
Во время буксировки члены буксировочной бригады располагаются: техник или механик на рабочем месте КВС (командира экипажа) «на тормозах» самолёта, если лётный состав в буксировке не участвует; старший — впереди слева, в пределах видимости находящегося на месте КВС члена экипажа или члена буксировочной бригады и, по возможности, в пределах видимости водителя тягача; остальные — вблизи крайних точек ВС (хвостовое оперение, законцовки крыльев) — для больших лайнеров требуется пять человек. Члены бригады следят за выдерживанием безопасных расстояний между элементами конструкции ВС и другими ВС, а также элементами инфраструктуры аэропорта, с целью исключения повреждения воздушного судна. Они также присоединяют, отсоединяют буксировочное устройство и устанавливают и убирают колодки из-под колёс ВС. Каждый, заметивший опасность столкновения, обязан дать команду «Стоп!».
По окончании буксировки колёса ВС затормаживаются, под колёса устанавливаются колодки, тягач и водило отцепляются от ВС.
Иногда в процессе буксировки ВС осуществляется запуск двигателей. Это делается для сокращения времени подготовки к взлёту, в случае загруженности аэропорта.